# Noreia (Göttin)
Noreia galt früher als das Epitheton einer vorrömischen, möglicherweise keltischen Muttergöttin, bekannt aus Weiheinschriften der römischen Kaiserzeit. Da eine Etymologie des Namens noch nicht gelungen ist, wurde sogar eine vorkeltisch/illyrische Gottheit angenommen. Da unter den Verehrern der Noreia keine Privatpersonen und keine einheimischen Noriker nachzuweisen sind, dürfte Noreia eher eine römische Neuschöpfung sein.

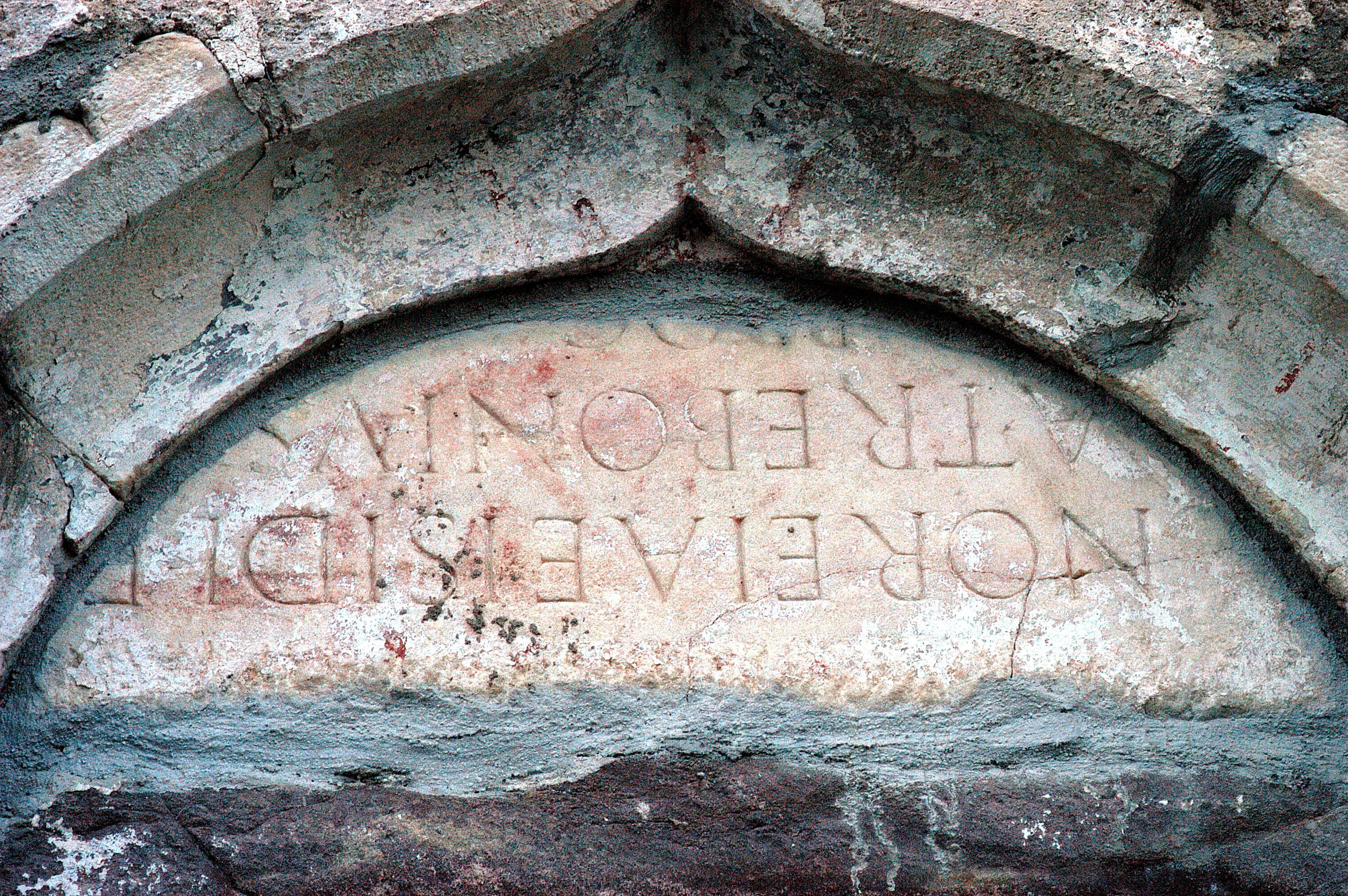
Weiheinschrift für Isis Noreia, Kirchenportal Ulrichsberg

## Weiheinschriften

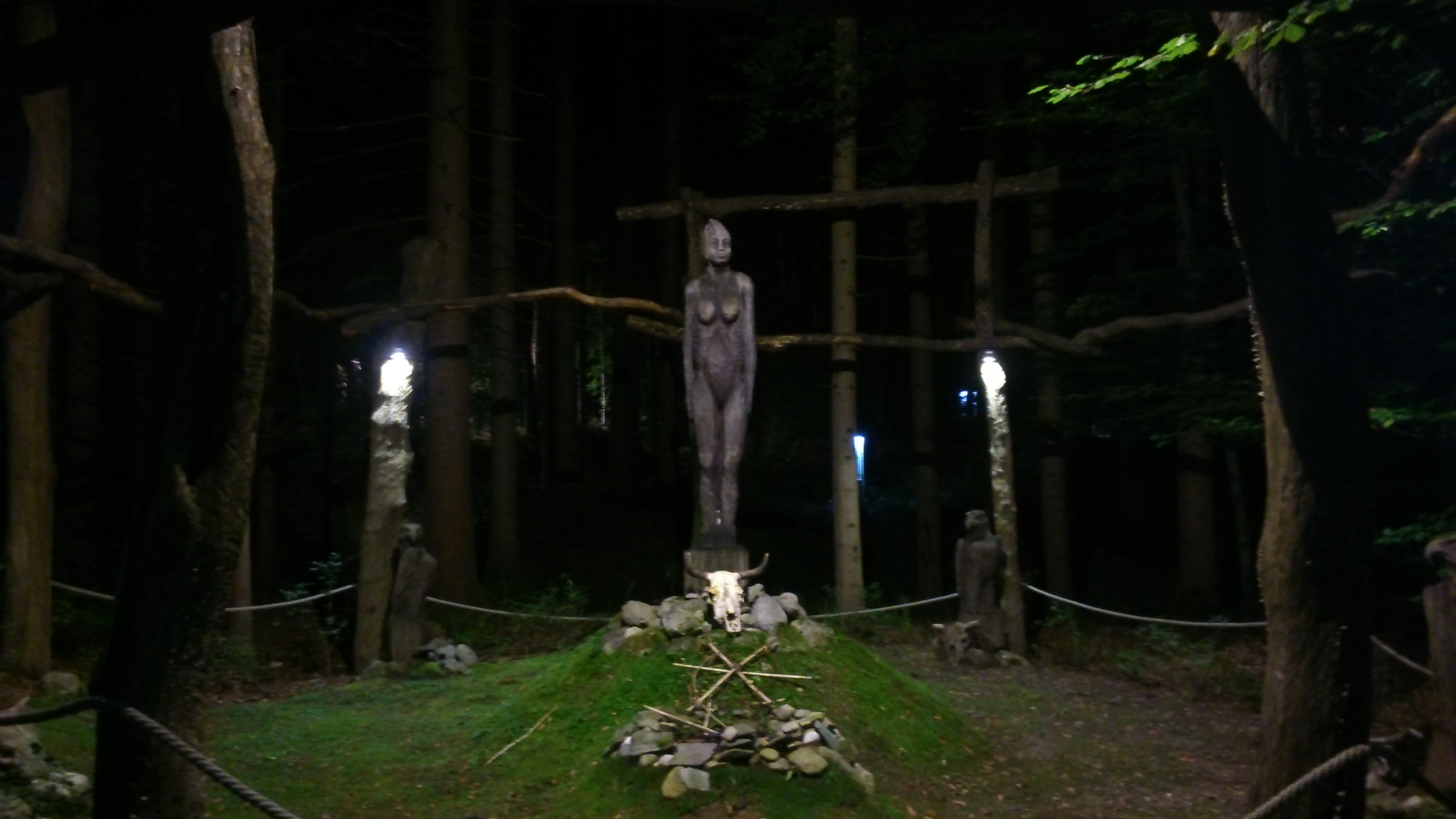
Moderne Spekulation zum Aussehen eines Heiligen Hains der Noreia in der Keltenwelt Frög

Kelten und Briten bezeichneten heilige Haine als nemeton, was allgemein „heiliger Ort“ bedeutet. Sie sind durch Inschriften und Ortsnamen überliefert.
In der römischen Provinz Noricum, im Raum des heutigen Kärntens, der Steiermark und Sloweniens sind zahlreiche Weiheinschriften für Noreia gefunden worden.
- CIL III, 4806 Hohenstein: Noreiae / Aug(ustae) sacr(um) / Q(uintus) Fabius / Modestus / domo Roma / dec(urio) al(ae) I Aug(ustae) / Thracum / phialam / argent(eam) p(ondo) II |(quadrantem) / embl(emata) Noreiae / aurea / uncias duas / d(onum) d(edit)
- CIL III, 4809 Hohenstein: Isidi Norei(ae) / v(otum) s(olvit) l(ibens) m(erito) / pro salute / Q(uinti) Septuei / Clementis / con(ductoris) fer(rariarum) N(oricarum) P(annoniarum) D(almatarum) / et Ti(beri) Cl(audi) Heraclae / et Cn(aei) Octa(vi) Secundi / pro(curatorum) fer(rariarum) Q(uintus) Septueius / Valens pro(curator) ferr(ariarum)
- CIL III, 4810 Ulrichsberg: Noreiae Isidi fecit / A(ulus) Trebonius [3] / proc(urator)
- CIL III, 5123 Trojane (Atrans): Norei(a)e / August(ae) et / Honori / stat(ionis) Atrant(inae) / Bellicus et / Eutyches / |(contra)sc(riptores) stat(ionis) / eiusdem / ex voto
- CIL III, 5188 Celje (Celeia): I(ovi) O(ptimo) M(aximo) et Cel(eiae) / et Noreiae / Sanct(a)e Rufi(us) / Senilis b(ene)f(iciarius) co(n)s(ularis) / pro se et suis / v(otum) s(olvit) l(ibens) m(erito)
- CIL III, 5193 Celje (Celeia): Marti / Herculi / Victori/ae / Noreiae
- CIL III, 5300 Črešnjevec: [Victoriae(?)] / [A]ug(ustae?) e[t] / [N]oreiae Re[g(inae)] / [e]t Britan(n)ia[e] / [pr]ovi(n)c(iae) L(ucius) Sep[t(imius)] / [T]ertinu[s] / [b(ene)f(iciarius?)] l(egionis) II Ita[l(icae)] P(iae) [F(idelis)] / [e]x vot[o pos(uit?)]

## Verehrung
Noreias Name wird mit dem keltischen Stamm der Noriker in Verbindung gebracht, in deren Siedlungsgebiet ihre Inschriften gefunden wurden. Das Suffix -eia spricht für einen ursprünglichen Stammes- und/oder Siedlungsnamen und nicht für einen Götternamen. Frühestens unter Vespasian wurde Noreia, wohl als politische Loyalitätsadresse, mit Isis in Verbindung gebracht – später wurde von der Eisengrubenverwaltung diese Gleichsetzung, vielleicht wegen der besonderen Funktion der Isis als Schutzgöttin des Bergbaues, übernommen. Sie wurde von den Römern offiziell verehrt. Dass sie eine rein keltische Gottheit sei, die nur „von den Römern“ mit der ägyptischen Göttin Isis gleichgesetzt wurde, ist eine nicht haltbare These.
In der römischen Zeit wurde „Isis-Noreia“ angeblich als Herrin des Schicksals, des Lebensglücks, der Fruchtbarkeit, des Bergsegens und der heilenden Kraft insbesondere des Wassers angesehen.
Heiligtümer sind in Hohenstein im Glantal und auf dem Ulrichsberg durch Inschriften bezeugt. Mit Noreia wurden zwei Ortschaften im Stadtbereich von Virunum bezeichnet (eine 27 Meilen, die andere 40 Meilen entfernt). Aus diesen Bereichen finden sich auch Inschriften über diese Göttin. Dass Noreia eine „gemeinnorische Göttin“ sei, basiert auf der Behauptung, dass „bei den Grabungen im Salzburger Dom als Spolie ein Altar gefunden wurde, der der Isis Noreia geweiht war“. Ein derartiges Denkmal ist jedoch in den Datenbanken, Inschriftenwerken, Museumsberichten, Grabungs- und Fundberichten nicht bekannt – abgesehen davon, dass beim Salzburger Dom nachweislich aus kilometerweit entfernten Orten Spolien-Steine antransportiert wurden. Wieso weiters von Salzburg auf „gemeinnorisch“ geschlossen werden kann, ist ebenso nicht nachvollziehbar. Auch Kybele-Statuen (siehe auch Sirona), wie z. B. jene der sog. „Kuhdirn“ von Wutschein (Gemeinde Magdalensberg, Kärnten) wurden bereits ohne Belege mit Noreia gleichgesetzt.
Seit dem Fund eines kleinen und vielfältig interpretierbaren Inschriftenfragments bei Ausgrabungen in den 1950er Jahren gab es die Theorie, dass sich am Steirischen Frauenberg (ehemalige Gemeinde Seggauberg) ein Heiligtum der Isis Noreia befunden hätte. Als Folge neuerer Forschungen gilt diese Überlegung mittlerweile als überholt.